# Laid Black
Laid Black è un album di Marcus Miller pubblicato nel 2018.

## Tracce
1. Trip trap – 6:59 (Marcus Miller)
2. Que sera sera (feat. Selah Sue) – 6:05 (Jay Livingston e Ray Evans)
3. 7-T's (feat. Trombone Shorty) – 5:57 (Marcus Miller e Alex Blake)
4. Sublimity 'Bunny's Dream' (feat. Jonathan Butler) – 6:44 (Marcus Miller, Brett Williams e Alex Han)
5. Untamed (feat. Peculiar 3) – 4:48 (Marcus Miller, Brett Williams, Charles Haynes e Mitch Henry)
6. No limit – 5:38 (Marcus Miller)
7. Someone to love – 4:42 (Marcus Miller)
8. Keep 'em runnin – 5:20 (Marcus Miller, Maurice White, Eddie Del Barrio e Larry Dunn)
9. Preacher's kid (feat. Take 6, Kirk Whalum e Alex Han) – 7:43 (Marcus Miller)

## Musicisti

### Band
- Marcus Miller: basso elettrico, voce, tastiera, clarinetto basso, chitarra, synth, organo, clavinet, sassofono contralto e tenore, clarinetto basso e percussioni
- Marquis Hill: tromba
- Alex Han: sassofono contralto
- Brett Williams: pianoforte, tastiera, organo e Rhodes
- Alex Bailey: batteria e percussioni
- Adam Agati: chitarre
- Patches Stewart: tromba
- Louis Cato: batteria
- Charles Haynes: batteria
- Kirk Whalum: flauto e sassofono tenore
- Caleb McCampbell: vocoder
- Cliff Barnes: pianoforte
- Brian Culbertson: trombone
- Honey Larochelle: voce
- Richie Gajate-Garcia: percussioni
- Russell Gunn: tromba